# Joey van der Velden
Pour les articles homonymes, voir Velden.
 (janvier 2019).
Si vous disposez d'ouvrages ou d'articles de référence ou si vous connaissez des sites web de qualité traitant du thème abordé ici, merci de compléter l'article en donnant les références utiles à sa vérifiabilité et en les liant à la section « Notes et références ».
Joey van der Velden, né le 13 février 1987 à Schiedam,, est un acteur, doubleur et disc jockey néerlandais.

## Filmographie

### Cinéma
- 2001 : Minoes : Le garçon au bonnet bleu
- 2002 : Zo gedaan : Melvin
- 2004 : Ellis in Glamourland (nl) : Polo Kakker
- 2010 : Sint (nl) : Hanco

### Téléfilms
- 2001 : Rozengeur & Wodka Lime (nl) : Alex de Jong
- 2004-2005 : Costa! (nl) : Danny Jansen
- 2004-2013 : Kinderen geen bezwaar (nl) : Daan van Doorn
- 2009 : De hoofdprijs (nl) : Koos Moes
- 2010-2013 :	Victorious : Beck Oliver
- 2012 : Golden Girls : L'étudiant
- 2017 : Symbolica : Pardoes